# Santiago Alba Bonifaz
Santiago Alba Bonifaz (Zamora, 23 de diciembre de 1872-San Sebastián, 8 de abril de 1949) fue un abogado, periodista y político español, varias veces ministro y diputado en Cortes durante el período de la Restauración. Considerado «uno de los prohombres del liberalismo dinástico», durante el reinado de Alfonso XIII llegaría a ejercer como ministro de Marina, de Instrucción Pública y Bellas Artes, de Gobernación, de Hacienda y de Estado. Se exilió durante la dictadura de Primo de Rivera, si bien tras la proclamación de la Segunda República regresó nuevamente a la primera línea política de la mano del Partido Radical. En esta época llegaría a ejercer como presidente de las Cortes.

## Biografía

### Juventud y primeros años
Nació en Zamora el 23 de diciembre de 1872, en el seno de una familia de clase media que mantenía estrechos vínculos con la política. Era hijo de Obdulia Bonifaz (pariente de Manuel Ruiz Zorrilla) y de César Alba García Oyuelos, prestigioso abogado en Valladolid y miembro del Partido Liberal. Aunque nacido en Zamora, a temprana edad Santiago Alba se trasladó a Valladolid, en cuya universidad cursaría estudios de Derecho. Tras licenciarse se convirtió en abogado.
No obstante, su actividad profesional se inclinó hacia el periodismo. Ya en su juventud trabajó como redactor de los diarios vallisoletanos La Opinión y El Eco de Castilla, en los cuales se iniciaría en su faceta periodística. En octubre de 1893 adquirió junto a César Silió el periódico El Norte de Castilla, del cual Alba se convertiría en gerente. Tras su adquisición por Alba y Silió este diario se convirtería en una suerte de «cantera» para la clase política vallisoletana.
Contrajo matrimonio con Enriqueta Delibes Cortés (prima de Silió) en 1896. Tras la muerte de Enriqueta, Alba contrajo segundo matrimonio con Rosario Boceta y Ruiz Zorrilla, que, aquejada de tuberculosis, fallecería en Davos.
Su madre adquirió al enviudar un inmueble en el municipio santanderino de Noja que más tarde, al desposarse con el que sería el primer marqués del Albaicín, se convertiría en el Palacio del Albaicín. En 1918, tras sufrir un accidente al chocar su coche contra un árbol, pasó una temporada de descanso y meditación en el lugar.

### Carrera política
Seguidor de Germán Gamazo y de Joaquín Costa, era un firme admirador del «regeneracionismo» que este último propugnaba. En torno a 1900 se afilió a la Unión Nacional, que Alba utilizaría como plataforma desde la cual entrar en política.

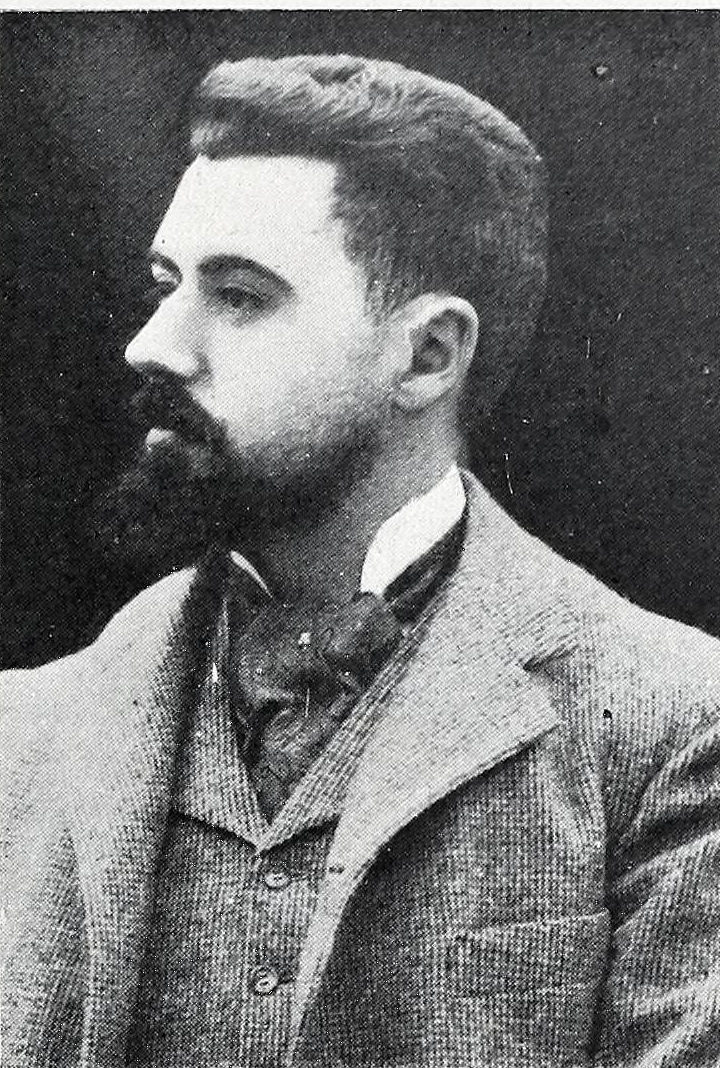
Un joven Alba (c. 1900)

En las elecciones de 1901 se presentó como candidato de la Unión Nacional por la circunscripción de Valladolid, logrando salir elegido con muy buenos resultados. Lograría revalidar su acta de diputado por el distrito de Valladolid en los comicios de 1903, 1905, 1907, 1910, 1914, 1916, 1918 y 1919.
En 1906 ingresaría en el Partido Liberal bajo el patrocinio de Segismundo Moret, iniciando su carrera política. En junio de ese año, tras el atentado contra Alfonso XIII en la calle Mayor de Madrid, se le nombró para el desempeño del cargo de gobernador civil de Madrid.
Tras el asesinato de José Canalejas, en 1912, el Partido Liberal inició una lenta pero inexorable crisis que llevaría a su división en diferentes facciones internas. El conde de Romanones se erigió en la figura más relevante del partido, si bien mantuvo frecuentes querellas con otros prebostes de la formación. En torno a Santiago Alba se conformaría, desde 1917, la llamada «Izquierda Liberal». Alba llegó a esbozar un programa económico y social de carácter avanzado, que además buscaba la integración en el sistema de elementos republicanos, socialistas y reformistas.

### Etapa ministerial
Fue ministro de Marina entre el 30 de noviembre y el 4 de diciembre de 1906, en un gobierno presidido por Moret. Igualmente fue ministro de Instrucción Pública y Bellas Artes en dos ocasiones: entre el 12 de marzo y el 31 de diciembre de 1912 en un gabinete Canalejas, y entre el 22 de marzo y el 10 de octubre de 1918 en un gobierno Maura. En calidad de tal, en su haber estuvieron la cofidicación de las disposiciones sobre la enseñanza pública, la creación del «Museo Nacional de Artes Industriales» —actual Museo Nacional de Artes Decorativas— y la fundación del patronato del Museo del Prado.

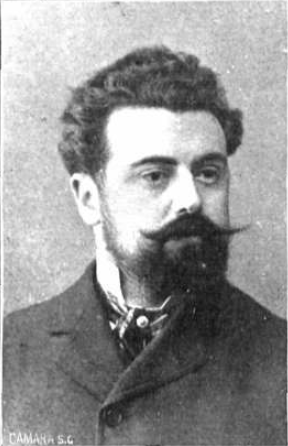
Alba hacia 1912

También ocuparía la cartera de Gobernación en dos ocasiones: la primera, entre el 31 de diciembre de 1912 y el 27 de octubre de 1913, y la segunda, entre el 9 de diciembre de 1915 y el 30 de abril de 1916, en sendos gobiernos presididos por el Conde de Romanones. 
Como ministro de Hacienda, su trayectoria se divide en dos etapas. La primera ocasión en que ocupó dicha cartera fue entre el 30 de abril de 1916 y el 11 de junio de 1917 en sendos gabinetes presididos por el Conde de Romanones y por García Prieto su labor estuvo inspirada por las propuestas del regeneracionismo y presentó dos importantes proyectos de ley: el primero, «en defensa de los valores españoles», prohibiendo emitir, introducir y anunciar en el mercado de España títulos de deuda y demás efectos públicos de gobiernos extranjeros; el segundo, de reforma de la ley de inquilinatos. Luego presentó a las Cortes hasta veintidós proyectos de Ley referidos a la reorganización administrativa, ordenación financiera, creación, modificación y ordenación de impuestos, monopolios y de fomento de la economía nacional. También llevó adelante un empréstito de mil millones de pesetas que constituyó un gran éxito. Durante su segundo mandato al frente de Hacienda, entre el 9 de noviembre y el 5 de diciembre de 1918, tuvo que hacer frente al problema de las subsistencias y de los transportes, consecuencia derivada de la gran guerra europea. Parte de sus medidas apuntaban a una reforma agraria que, a pesar de sus esfuerzos, no se llevó a cabo.
Durante estos años Alba mantendría fuertes enfrentamientos parlamentarios con el líder catalanista Francisco Cambó. En el contexto de la Primera Guerra Mundial, su intención de introducir un impuesto sobre los beneficios extraordinarios que las empresas estaban obteniendo encontró una fuerte oposición de las élites acomodadas, singularmente de las burguesías catalana y vasca. Desde el parlamento Cambó atacó duramente el proyecto de Ley, que terminaría siendo rechazado. Su última etapa ministerial se desarrolló al frente del Ministerio de Estado cuya cartera ocupó entre el 7 de diciembre de 1922 y el 15 de septiembre de 1923 en un nuevo gabinete García Prieto, gobierno del cual Santiago Alba sería su principal promotor. La política «civilista» de Alba en el protectorado Marruecos le acabó generando una fuerte enemistad entre los estamentos militares, convirtiéndose en una auténtica «bestia negra» del ejército.

### Últimos años
Tras la instauración de la dictadura de Primo de Rivera se exilió en Francia, instalándose en París. Durante estos años llegó a convertirse a ojos de la dictadura en una especie de chivo expiatorio de todos los males de la «vieja política». Tras la caída del gobierno presidido por el general Dámaso Berenguer, en febrero de 1931, Alfonso XIII le propuso encabezar un nuevo gabinete; Alba rechazó la oferta y recomendaría al monarca la formación de un gobierno compuesto por «constitucionalistas». Con posterioridad regresó a España. Tras la proclamación de la Segunda República, en las elecciones a Cortes Consituyentes de 1931 obtuvo acta de diputado por Zamora, como candidato independiente. Revalidaría su escaño en los comicios de 1933 y 1936. 
Afiliado, junto con sus seguidores, al Partido Republicano Radical de Lerroux en octubre de 1933, Alba llegó a tener un papel directivo en el seno de esta formación. En ese mismo año sería elegido presidente de las Cortes, cargo que desempeñaría entre 1933 y 1936. 
Posteriormente, tras el golpe de Estado que dio lugar a la Guerra Civil en 1936 volvió a exiliarse, en esta ocasión en Portugal, desde donde llegaría a declarar su apoyo a Franco. Regresó a España en 1945, apartándose definitivamente de la vida política. Tras la guerra, contrajo tercer matrimonio con Mariana Arrieta Ramiro, su antigua secretaria durante su periodo como presidente de las Cortes.
Falleció en San Sebastián el 8 de abril de 1949. Su archivo personal sería legado a la Real Academia de la Historia por su hijo Jaime.

## Obra escrita
- —— (1916). Problemas de España, Madrid: Hesperia.